# Schillstraße (Braunschweig)
Die Schillstraße in Braunschweig liegt im Stadtbezirk Viewegsgarten-Bebelhof in der Nähe des Hauptbahnhofs und verbindet die Helmstedter Straße mit dem Leonhardplatz bzw. dem Berliner Platz. Sie erinnert an Major Ferdinand von Schill, der 1809 in Stralsund während des Aufstands gegen die Herrschaft von Napoléon Bonaparte ums Leben kam.
Die im damaligen Flecken St. Leonhard 1874 gewidmete Wörthstraße wurde nach dem Zweiten Weltkrieg, 1945 oder 1946, in die Campestraße einbezogen (vermutlich wegen ihres an die Schlacht bei Wörth erinnernden militaristischen Namens), Ende der 1950er Jahre aber wieder abgetrennt und erhielt den Namen Schillstraße. Eine bis dahin „Schillstraße“ benannte andere Straße hatte im Zuge des Baus des neuen Hauptbahnhofs (ehemaliger Bahnhof St. Leonhard/Ostbahnhof) weichen müssen, sie war unmittelbar angrenzend an die heutige Schillstraße nach Süden verlaufen und hatte das unten beschriebene KZ-Außenlager ebenfalls begrenzt.

## Archäologische Ausgrabungen
1939 wurden archäologische Ausgrabungen in der Straße durchgeführt, die zahlreiche Feuerstellen, Gefäße, Schanzgerätschaften, sowie Gewehr- und steinerne und eiserne Kanonenkugeln, die man dabei fand, ließen auf ein Heerlager aus der Zeit um 1600 schließen. Evtl. handelte es sich um ein Lager der Soldaten Herzog Friedrich Ulrichs, die Braunschweig im Sommer 1615 (vergeblich) belagerten.

## Bauwerke

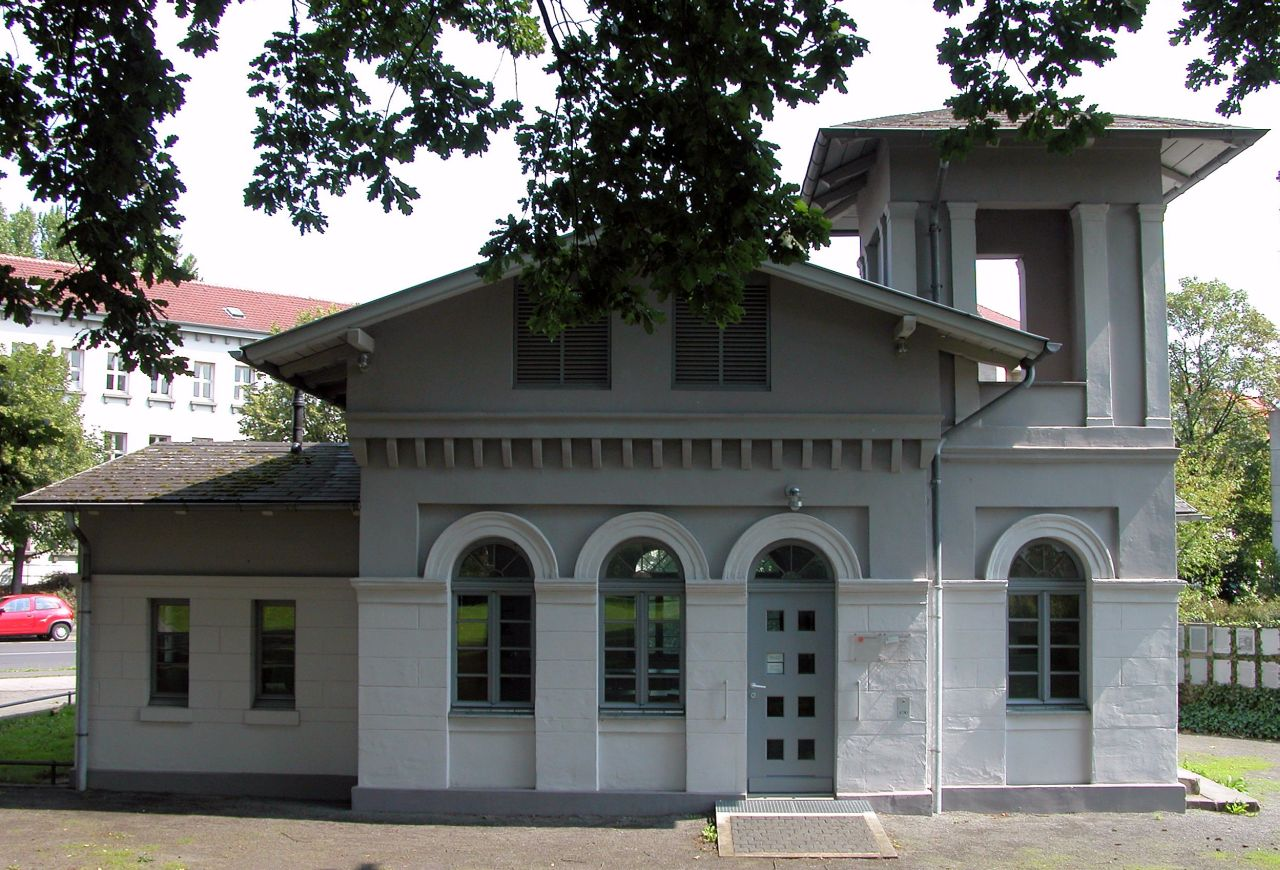
Das 1840 erbaute, sogenannte „Invalidenhäuschen“.

Auf dem südwestlichen Eckgrundstück mit dem Berliner Platz befindet sich seit Mai 2000 die Gedenkstätte KZ-Außenlager Schillstraße. Gleichfalls befinden sich dort das 1840 erbaute, sogenannte „Invalidenhäuschen“ und das Schill-Denkmal. Das Denkmal wurde 1837 eingeweiht, nachdem Friedrich Wilhelm III. den wüsten Platz an der damaligen Wörthstraße in einen Garten hatte umwandeln lassen, damit darin ein würdiges Denkmal zu Ehren Schills und vierzehn seiner in Braunschweig hingerichteten Kampfgefährten aufgestellt werde. Schills Kopf, der sich lange in einem Naturalienkabinett im niederländischen Leiden befunden hatte, wurde in einer Urne am Fuße des Denkmals beigesetzt. Sein Körper war bereits 1809 auf dem Stralsunder St.-Jürgen-Friedhof an unbekannter Stelle verscharrt worden.
1938 errichtete die Wehrmacht an der heutigen Schillstraße das Heeresstabsgebäude, das als Stabshauptquartier einer Infanteriedivision und eines Artillerieregiments diente. Das Bauwerk besteht noch heute und wird von verschiedenen Behörden als Bürogebäude genutzt.

## KZ-Außenlager
Im November 1944 wurde am südwestlichen Ende der heutigen Schillstraße, keine 100 Meter vom Hauptquartier eines Divisionsstabes entfernt, ein Außenlager des KZ Neuengamme errichtet. In ihm befanden sich u. a. 300 Juden und politische Gefangene, die bei Büssing-NAG zur Zwangsarbeit eingesetzt wurden. Da die Sterblichkeitsrate im Lager Schillstraße extrem hoch war, besuchte eine Gruppe Mediziner aus dem Stammlager Neuengamme Anfang Januar 1945 das Außenlager, um dem auf den Grund zu gehen. Es änderte sich jedoch nichts an der Todesrate. Kurz vor Kriegsende in Braunschweig wurde das Außenlager Schillstraße Ende März 1945 aufgelöst.